# فرانك سيلفارا
فرانك سيلفارا (بالإنجليزية: Frank Silvera)‏ هو ضابط ومخرج وممثل أمريكي، ولد في 24 يوليو 1914 بكينغستون في جامايكا، وتوفي في 11 يونيو 1970 بباسادينا في الولايات المتحدة بسبب صعق كهربائي.

## أعمال

### أفلام
- (1952) فيفا زباطة
- (1953) الخوف والرغبة
- (1955) قبلة القاتل
- (1969) تشي!

## ترشيحات
- جائزة توني لأفضل ممثل في مسرحية [الإنجليزية]‏ (1963)

## وصلات خارجية
- فرانك سيلفارا على موقع IMDb (الإنجليزية)
- فرانك سيلفارا على موقع ألو سيني (الفرنسية)
- فرانك سيلفارا على موقع تيرنر كلاسيك موفيز (الإنجليزية)
- فرانك سيلفارا على موقع أول موفي (الإنجليزية)
- فرانك سيلفارا على موقع قاعدة بيانات برودواي على الإنترنت (الإنجليزية)
- فرانك سيلفارا على موقع قاعدة بيانات الأفلام السويدية (السويدية)
- فرانك سيلفارا على موقع إن إن دي بي (الإنجليزية)
- فرانك سيلفارا على موقع ديسكوغز (الإنجليزية)
- فرانك سيلفارا على موقع قاعدة بيانات الفيلم (الإنجليزية)
- فرانك سيلفارا على موقع كينوبويسك (الروسية)